# Jaroslav Sakala
Jaroslav Sakala (n. 14 iulie 1969, Krnov⁠(d), Moravia-Silezia, Cehia) este un săritor cu schiurile ce a reprezentat Cehia, medaliat olimpic. A participat la 3 ediții ale Jocurilor Olimpice (1992, 1994, 1998) în care a câștigat o medalie de bronz.